# Батальон егерей имени Витаутаса Великого
Батальон егерей имени Витаутаса Великого (лит. Vytauto Didžiojo jėgerių batalionas) — егерский (лёгкий пехотный, парашютно-десантный) батальон глубинной разведки в составе Сил специальных операций Литвы. Располагается в Каунасе.
Батальон предназначен для выполнения боевых задач специального назначения, таких как: специальная разведка, рейды и засады, блокирование местности и поддержка огнём.
Егеря обучены воевать небольшими подразделениями, проникающими с воздуха, воды и суши, действовать в гористой местности и в различных климатических зонах.
Формирование подразделения проходило по системе обучения специальных подразделений армии США при сотрудничестве с Силами специального назначения армии США. Проводились совместные курсы и учения, в том числе и международные. Батальон во многом стал аналогичен подразделениям Рейнджеров армии США и «Зелёных беретов».

## История

### Егеря в истории Литвы
В Великом княжестве Литовском в XVIII веке егерские части находились в составе Радзивильского ополчения. В конце того же века, в ходе армейской реформы, янычарское подразделение было переформировано в знамя стрелков Великих кулаков — егерей.

#### Восемнадцатый век
В Речи Посполитой четырехлетний сейм (1788—1792 гг.) планировал увеличить общий армейский контингент до 100 тысяч солдат. Имелись также отдельные егерские части в армейских постах, которые в случае войны должны были формироваться отдельными бригадами к пехотным полкам.
В 1794 г. для восстания в Литве были организованы конные и пешие егерские отряды.

#### Девятнадцатый и двадцатый века
После вступления в Вильнюс французского императора Наполеона I вместе с пехотными и кавалерийскими полками стали формировать егерско-стрелковые батальоны.
В 1817 году Российский император Александр I приказал сформировать Литовский отдельный корпус только из литовских земель. В сформированном корпусе было три егерских полка.
После поражения восстания в Литве 1831 г. в состав французского и итальянского иностранных легионов вошли литовские егерские батальоны.
Егерский батальон Витаутаса Великого связывает свои егерские традиции с егерскими подразделениями ВКЛ, но его история как подразделения, как и других батальонов нынешнего войска Литовского, восходит к межвоенному периоду. Егерский батальон считает своим предшественником 3-й пехотный полк Витаутаса Великого, сформированный в Расейняй, в годы борьбы за независимость, который в 1919—1920 гг., воевал против Красной Армии и поляков.

### Формирование

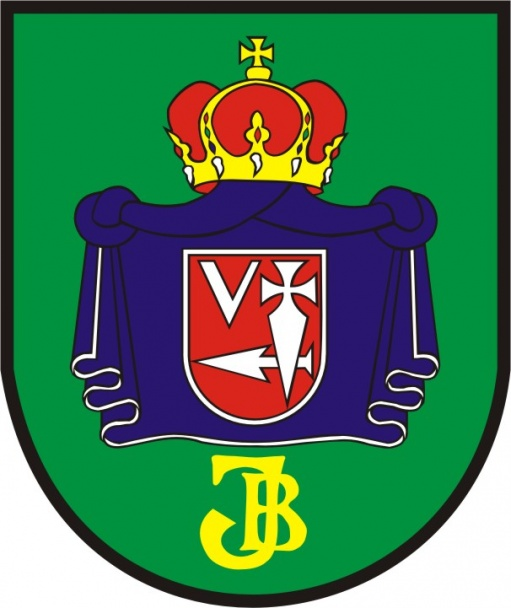
Нашивка старого образца

В феврале 1991 года, после переформирования учебной части добровольческих сил в бригаду быстрого реагирования, каунасской учебной роте была поставлена задача сформировать батальон, который стал известен как Каунасский батальон быстрого реагирования, позже 22 октября батальону дано имя Витаутаса (Витовта) Великого.

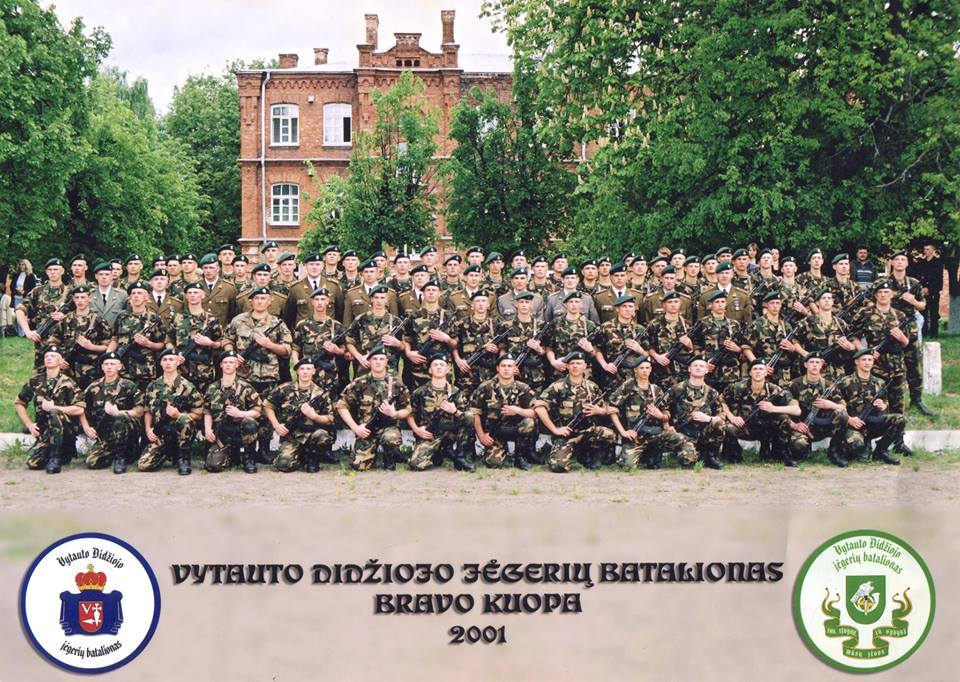
Состав роты браво в 2001 году.

24 марта 1995 году батальон переформирован в отдельный батальон егерей имени Витаутаса Великого, начато обучение личного состава по программе сил специальных операций США. В 1995—1999 годах проведены первые курсы и учения, в том числе 6 международных сотрудничая с 10 парашютно-десантным полком СпН армии США.
После терактов 11 сентября 2001 года в США, было принято решение о формировании отдельных сил специального назначения на базе службы особого назначения и батальона егерей, публично об создании части специальных операций (ныне Сил специальных операций Литвы) объявили в 2002 году.

### Операция «Несокрушимая свобода» (Война в Афганистане 2001-2021)

#### Вступление в войну
Весной 2002 года, Литва получила официальное приглашение развернуть подразделения специального назначения в Афганистан для участия в Вторжении США в Афганистан.
Думаю, это был тест для Литвы - будет ли политическая воля направить свои силы воевать на стороне американцев, и в то же время они хотели проверить, будут ли наши специальные единицы действительно хороши. Несколько раз приезжали посмотреть на наши тренировки представители США. Они кивнули и уехали в Вашингтон. Вскоре мы получили приглашение приехать во Флориду, в штаб операции в Афганистане в Тампе. Командующий войском литовским Йонас Кронкайтис и тогдашний командующий Сухопутными войсками Валдас Туткус направили командира бригады «Железный волк» полковника Виталиюса Вайкшнора, я (в то время Д. Яунишкис был заместителем командира службы особого назначения) и представитель минобороны, лейтенант-полковник Д. Петрайтис. Там мы получили приглашение для наших специальных сил для участия в операции «Несокрушимая свобода». Коллеги, которые ехали со мной вместе, задавались вопросом, правильно ли они поняли? Нас приглашают в Афганистан? Им было трудно поверить в это. По возвращении министр даже послал генерала В. Туткаса в Тампу узнать, как тут дела, приглашают в Афганистан или нет. Вернувшись в Литву, В. Туткус сказал, что чувствовал себя неловко, потому что американцы были удивлены - "что непонятно, генерал? Да, это приглашение для вашего спецназа к участию в операции в Афганистане"»Д.Яунишкис (бывший командир сил специальных операций Литвы), Интервью для DELFI

#### Эскадрон «Эрялис»
Первый литовский эскадрон сформированный из егерей и бойцов службы особого назначения (СОН) в Афганистане назывался «Эрялис» был развёрнут в Баграме и приписан к 82-й воздушно-десантной дивизии США. Военнослужащие эскадрона были вооружены АК польского производства калибра НАТО, неприспособленными внедорожниками и были снаряжены униформой неподходящей для боевых действий.

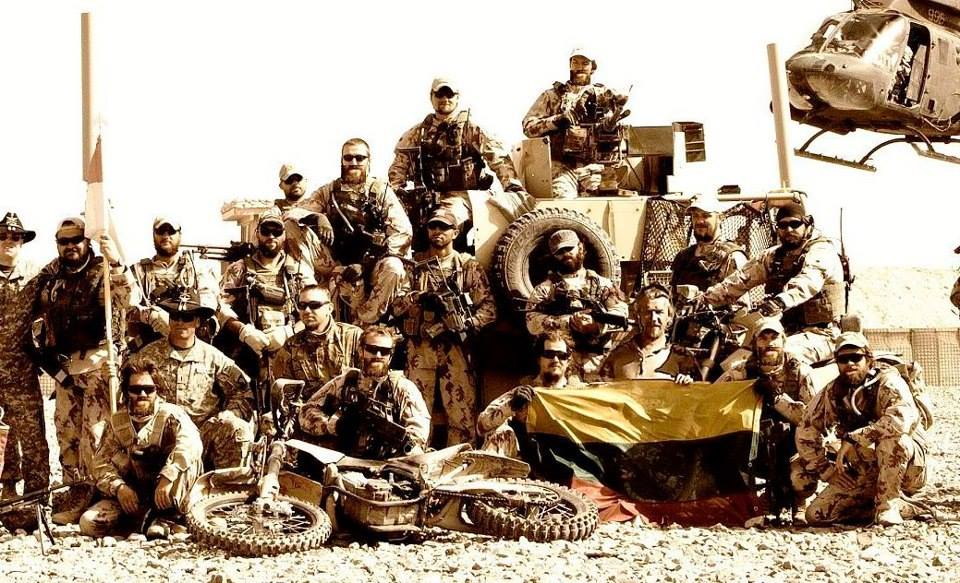
Эскадрон «Айтварас»

#### Эскадрон «Айтварас»

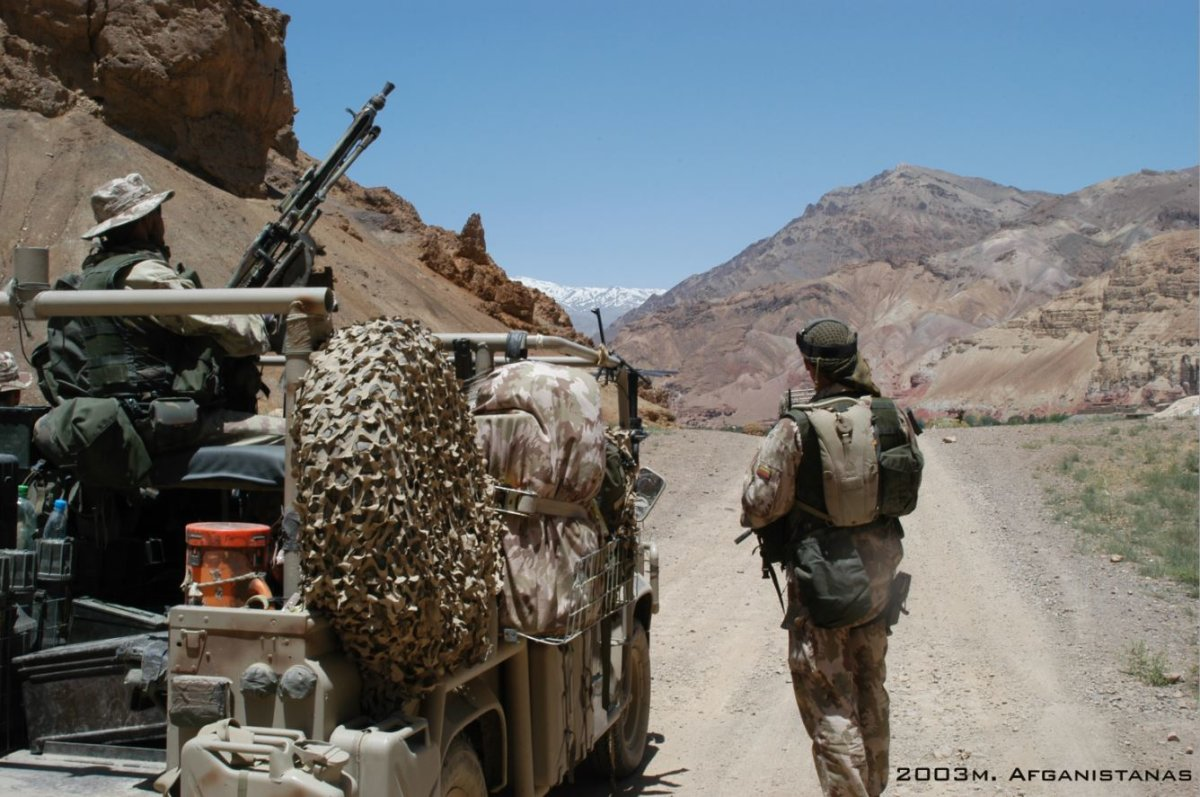
Патруль егерей в Афганистане 2003 г.

Второй уже имевший название «Айтварас» (в будущем ставшим прозвищем специальных формирований вооружённых сил Литвы) получил вооружение западного образца, был модифицирован транспорт эскадрона (были установлены крупнокалиберные пулемёты). Американцы оценив тактические способности подразделения приняли решение об его переподчинении командованию специальных операций.
Эскадрон проводил самостоятельные и общие операции с различными подразделениями специального назначения США и союзников по захвату, ликвидации талибов высокого ранга и операции по освобождению заложников.
Наиболее освещённая операция эскадрона — захват полковника армии Пакистана в качестве доказательства нарушения границ Афганистана.
Последней операцией стала эвакуация лиц сотрудничавших с вооружёнными силами Литвы в аэропорту Кабула.
Деятельность эскадрона в Афганистане прекращена вместе с выводом коалиционных сил из Афганистана в 2020—2021 году.

#### Саботаж
В конце 2003 года вернувшись егерям и бойцам СОН после ротации, планировалось сделать перерыв из-за малого количества личного состава, однако в начале 2004 года в Литву прибыли представители США сообщившие об надобности развёртывания нового эскадрона.
Наших людей это удивило, они стали спрашивать, что случилось, куда такая спешка? Американцы объяснили и объявили то, чего в Литве еще никто не знал:
«Скоро мы вас примем в НАТО. Но есть и противники этого, поэтому вам нужно быть в Афганистане — опираясь на ваш пример мы потребуем принятия Литвы в Альянс прямо сейчас».Д. Яунишкис (бывший командир сил специальных операций Литвы), Интервью для DELFI
После визита было принято решение об отмене перерыва и начале подготовки, под конец которой прибыла комиссия из США. По собственной инициативе на полигон, где проходило обучение прибыл начальник штаба батальона егерей майор Валериюс Шерелис, попросивший встретится с 18 егерями. Спустя неделю после встречи 14 егерей отказались убыть в Афганистан, 4 из них поехали.
Это был большой позор, потому что это произошло уже после того, как пришли американцы. Выход эскадры в Афганистан был поставлен под угрозу. Четырнадцать егерей отказались ехать, все написали одинаковые рапорты с одинаковыми орфографическими ошибками. Было видно, что все писали с одного и того же примера. Выяснилось, что одним из инициаторов диверсии был В. Шерелис, которого консультировал полковник из Генеральной инспекции. Командира эскадрона пришлось сменить. Один из наших генералов тогда сказал: «Никто меня не убедит, что это не была попытка торпедировать оборонную политику Литвы».Д. Яунишкис (бывший командир сил специальных операций Литвы), Интервью для DELFI
Сообщалось также об саботаже со стороны представителя Литвы в штабе НАТО в Брюсселе докладывавшего в Литву лживые данные об операциях эскадрона. Узнав об этом США прислали военных представителей предоставивших отчёт об деятельности эскадрона и его спецоперациях сейму, администрации президента и министерству охраны края.
По итогам ситуации были приняты новые редакции законодательства запретившие военнослужащим профессиональной службы отказываться от участия в операциях заграницей.

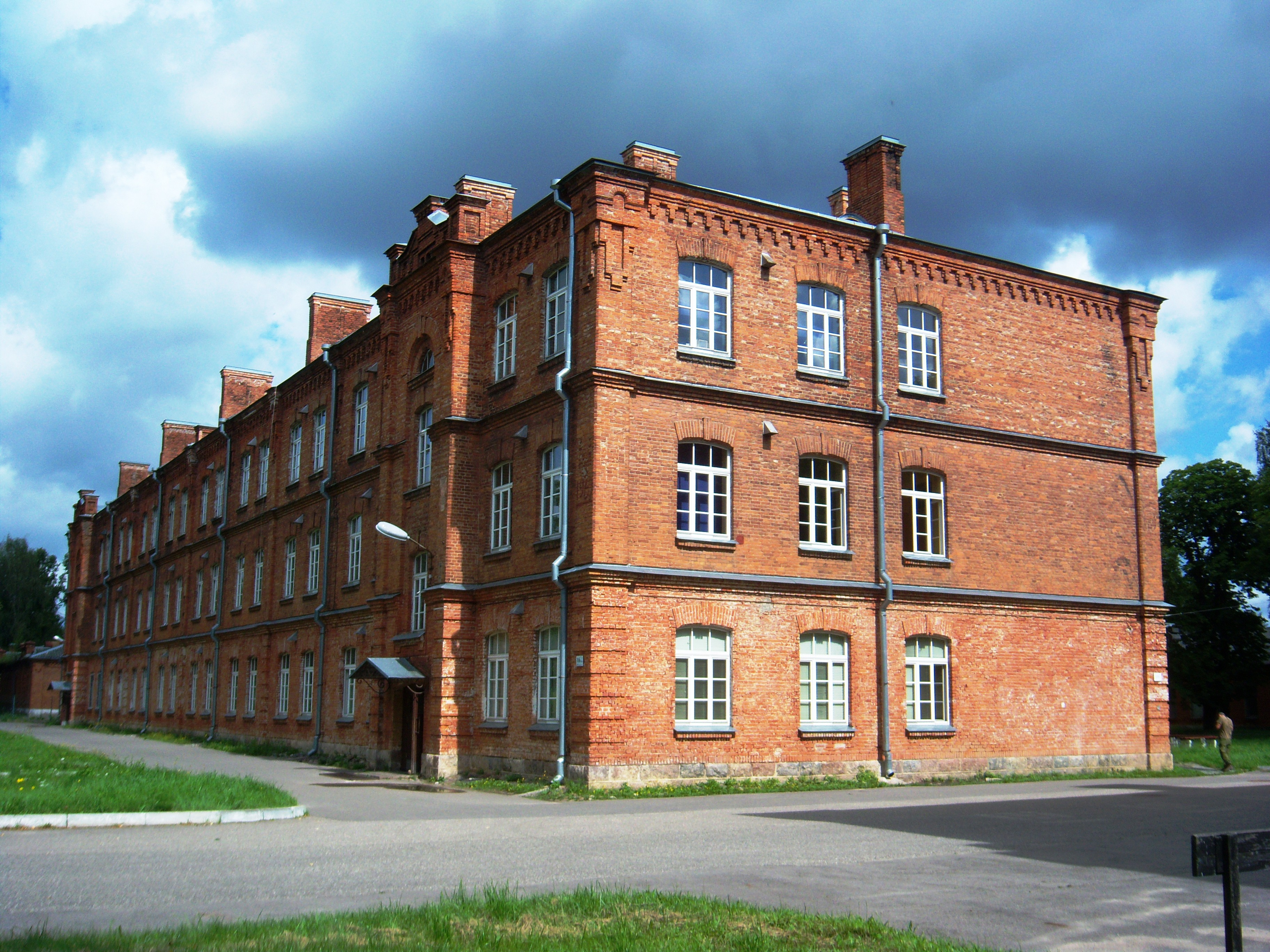
Казармы батальона (быв. Каунасское военное училище)

## Расположение
Батальон располагается в Каунасе на месте казарм Каунасского замка по адресу Vaidoto g. 209, Панямуне, Каунас.
Комплекс подвергся реставрации в 2021 году, а здание казармы (на иллюстрации) занесено в список исторического наследства Литвы.

## Состав
Батальон состоит из неизвестного количества рот (известно об их наименовании согласно фонетическому алфавиту НАТО). Наименьшей боевой единицей является отдельный егерь, способный выполнять задачи в одиночку. Известно также о наличии егерей разных специальностей, в том числе и военных парамедиков, выполняющих различные мирные задачи.

## Символика

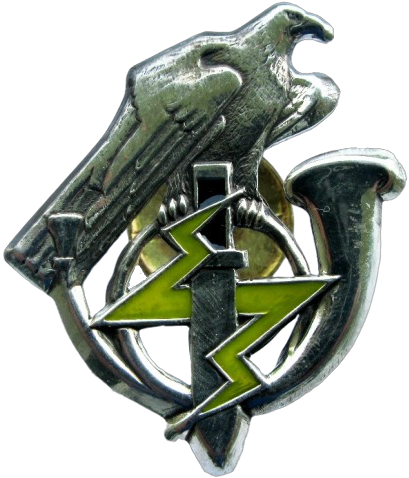
Кокарда
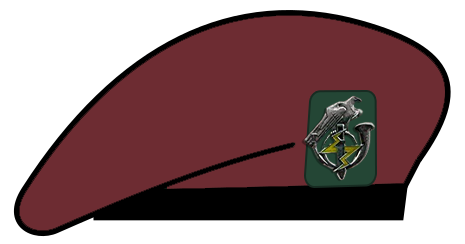
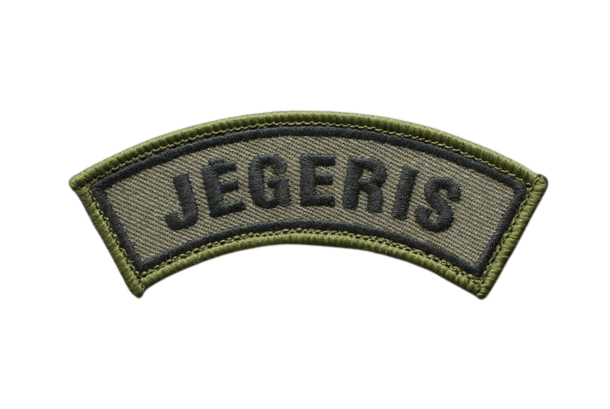
Нашивка егеря
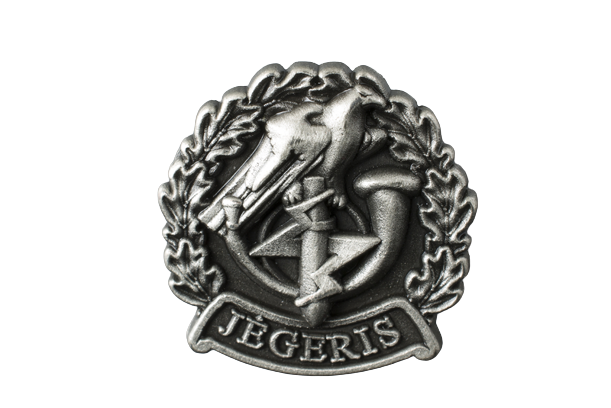
Знак егеря

## Галерея

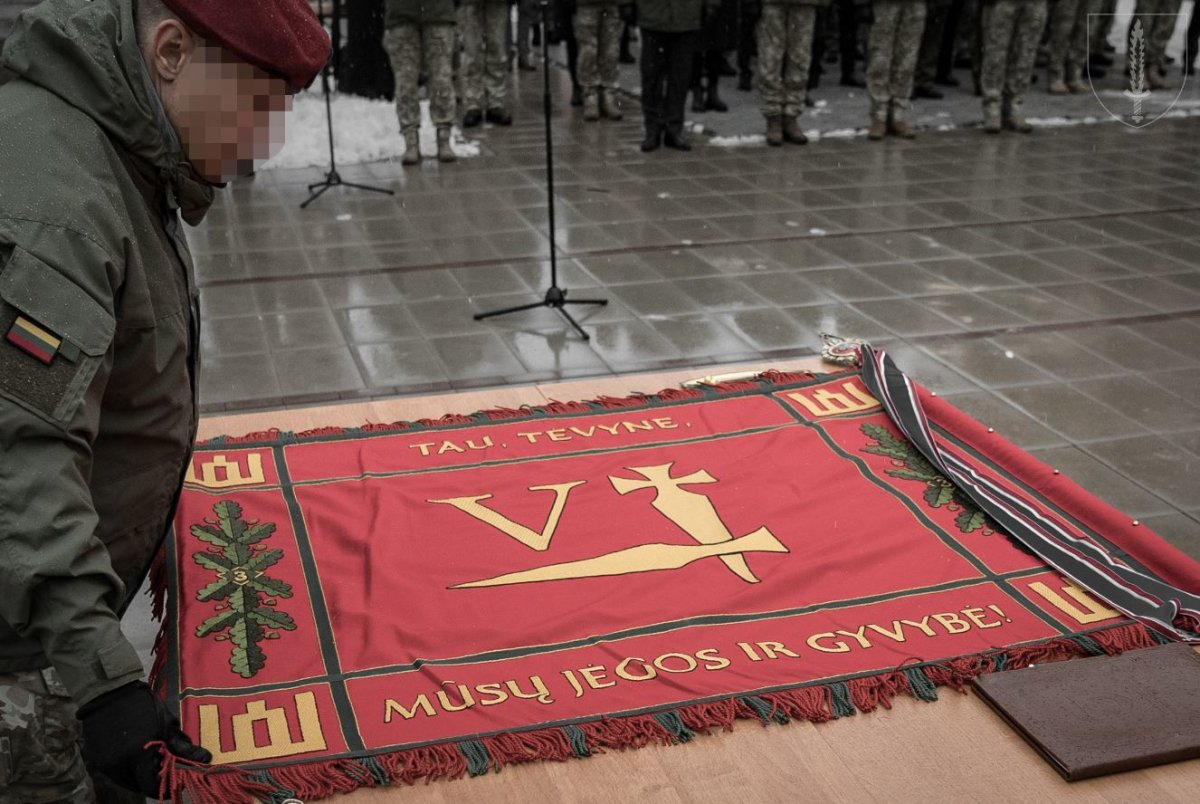
Боевое знамя батальона
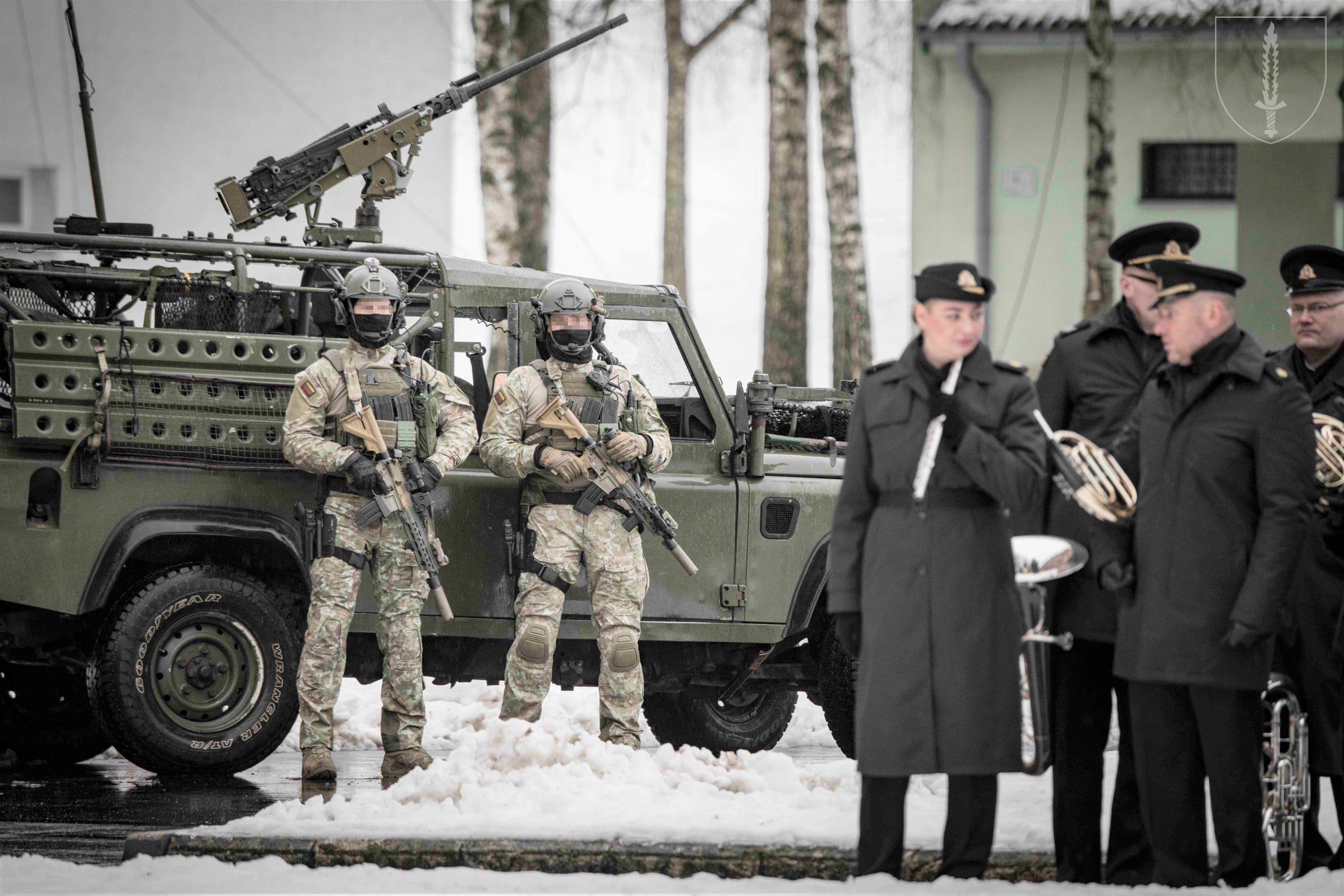
Егеря на церемонии вручения боевого знамени
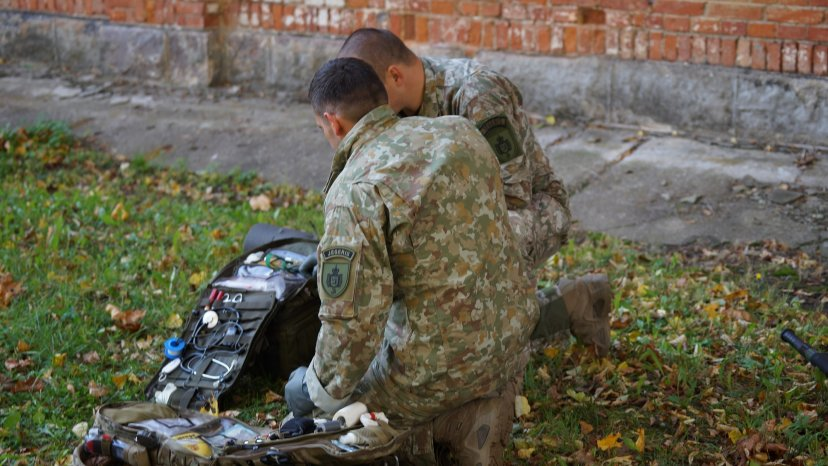
Военные парамедики батальона
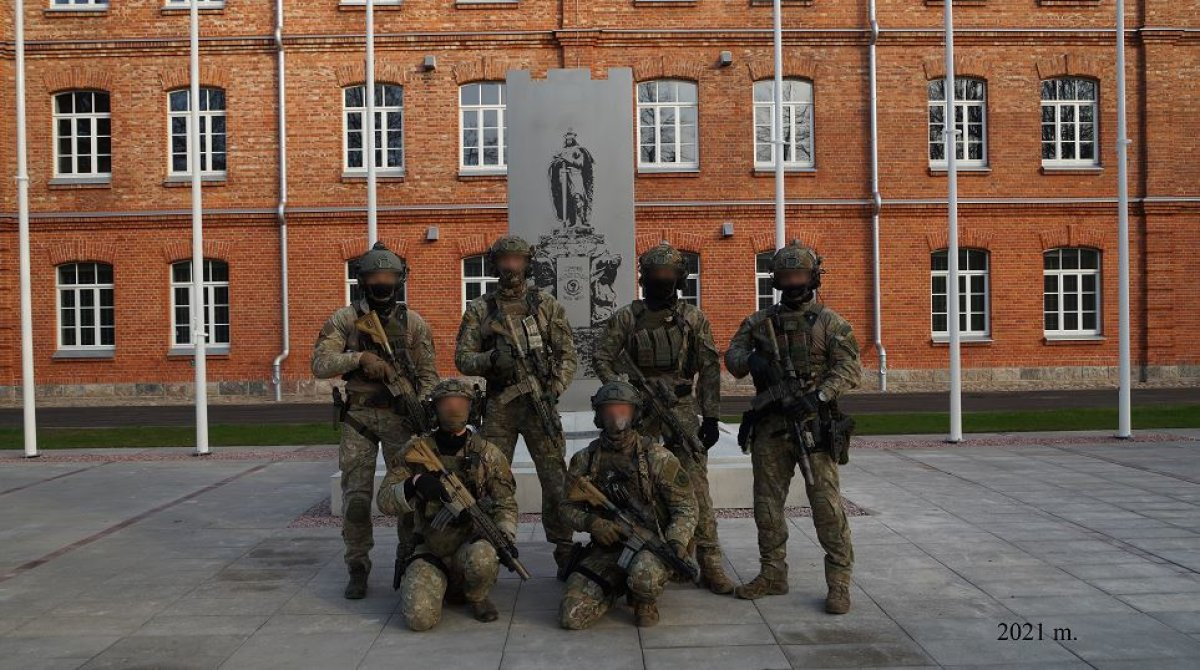
Егеря в конце 2021 года
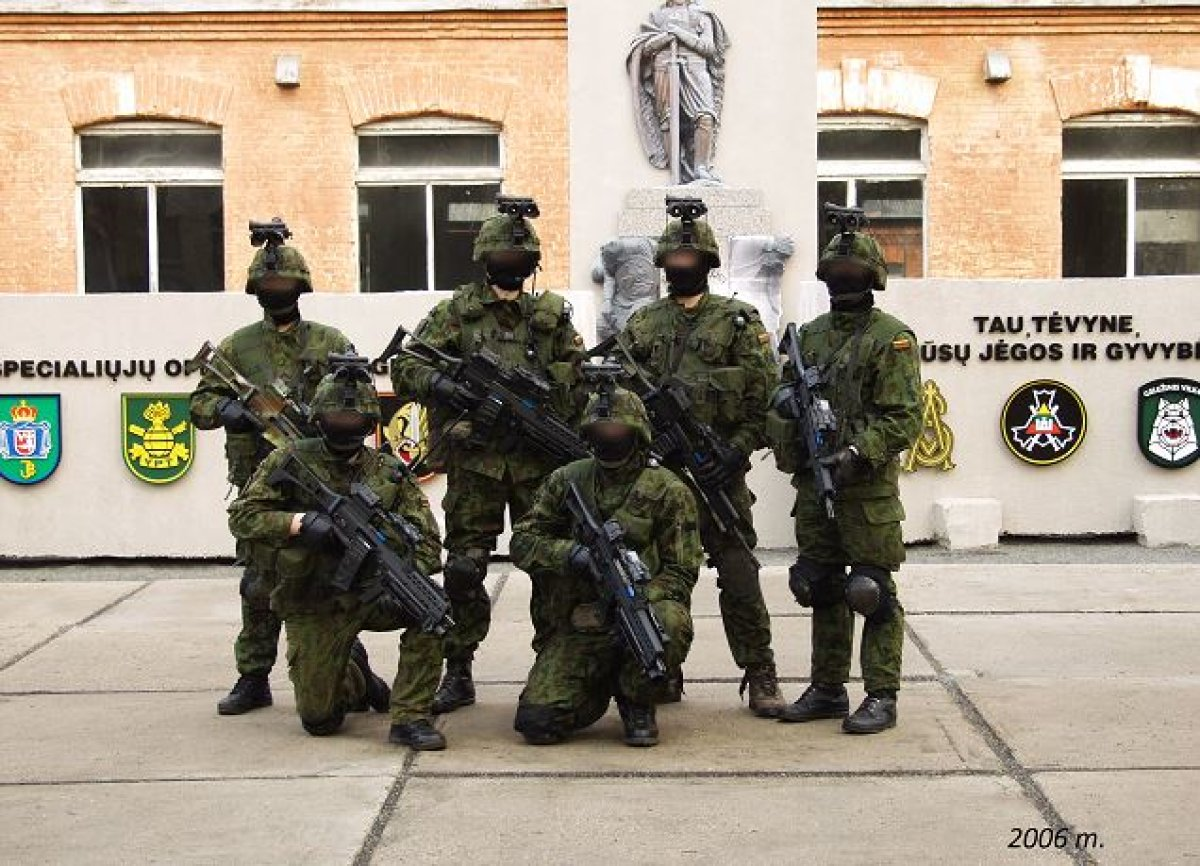
Егеря в 2006 году
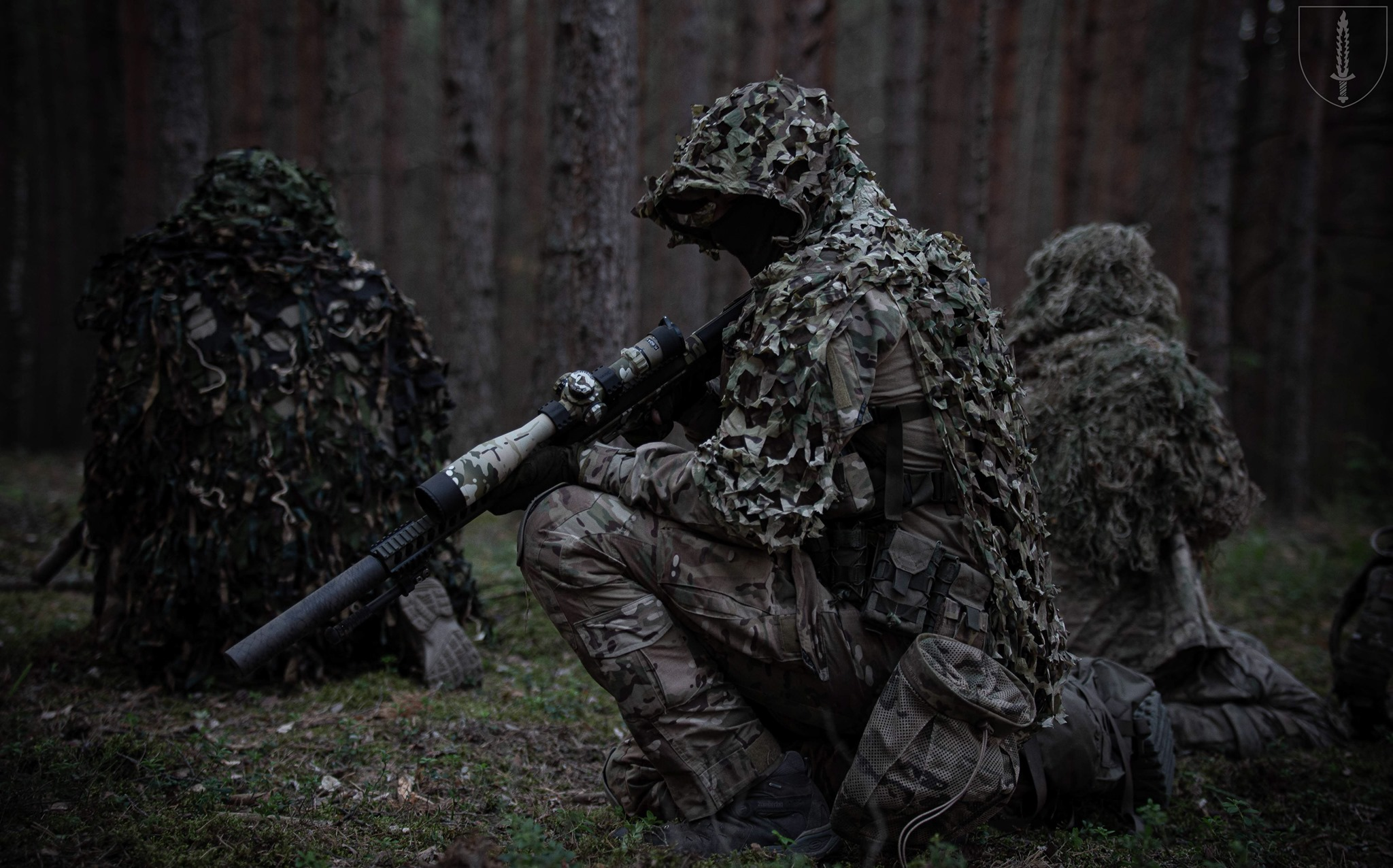
Егеря на учениях